# Pseudagrion coeruleipunctum
Pseudagrion coeruleipunctum – gatunek ważki z rodziny łątkowatych (Coenagrionidae). Występuje w Afryce Subsaharyjskiej; stwierdzono go na terenie Angoli, Zambii, Demokratycznej Republiki Konga i Gabonu.